# Yatai

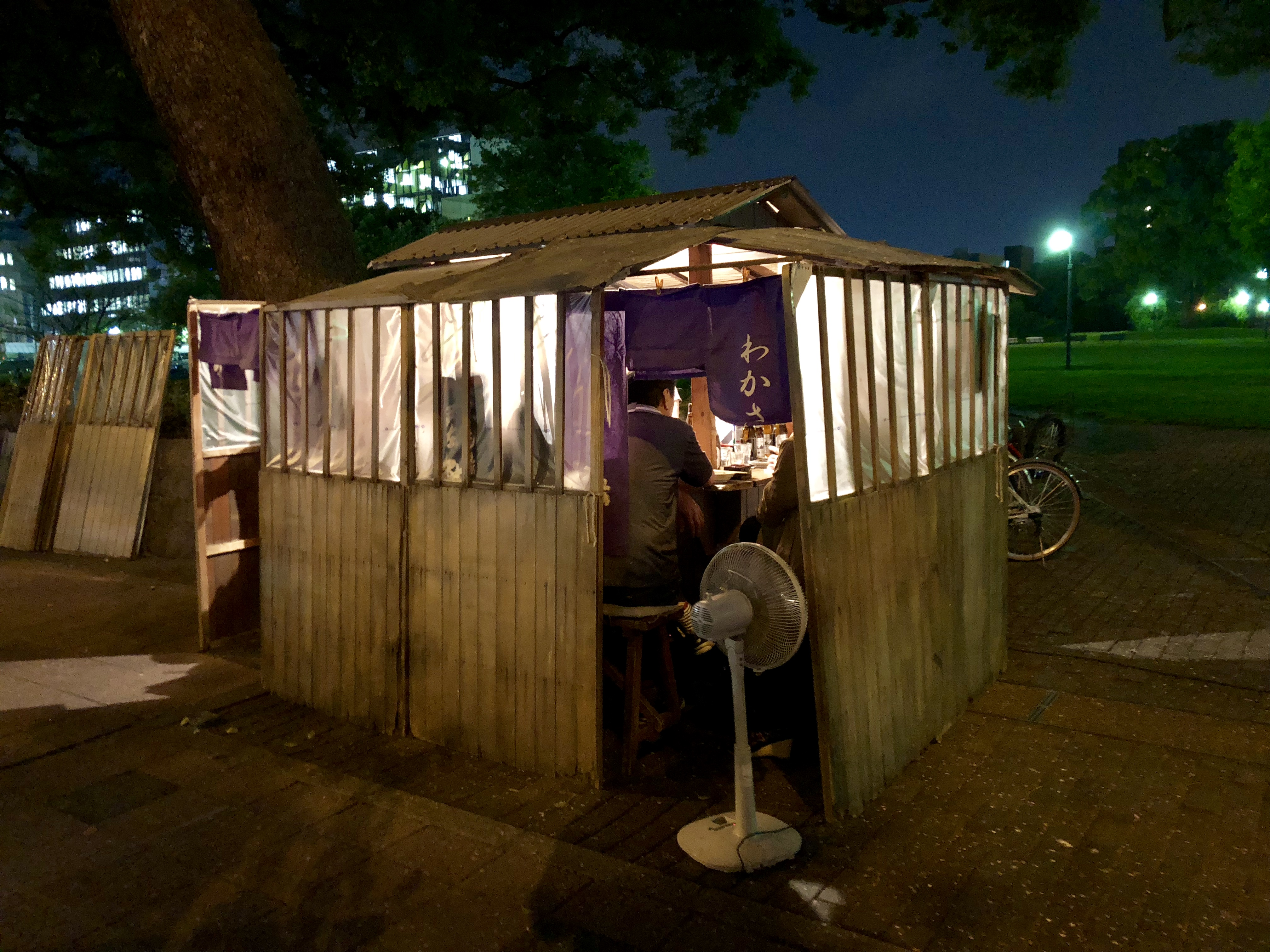
Eén van de laatste yatai in Kumamoto.

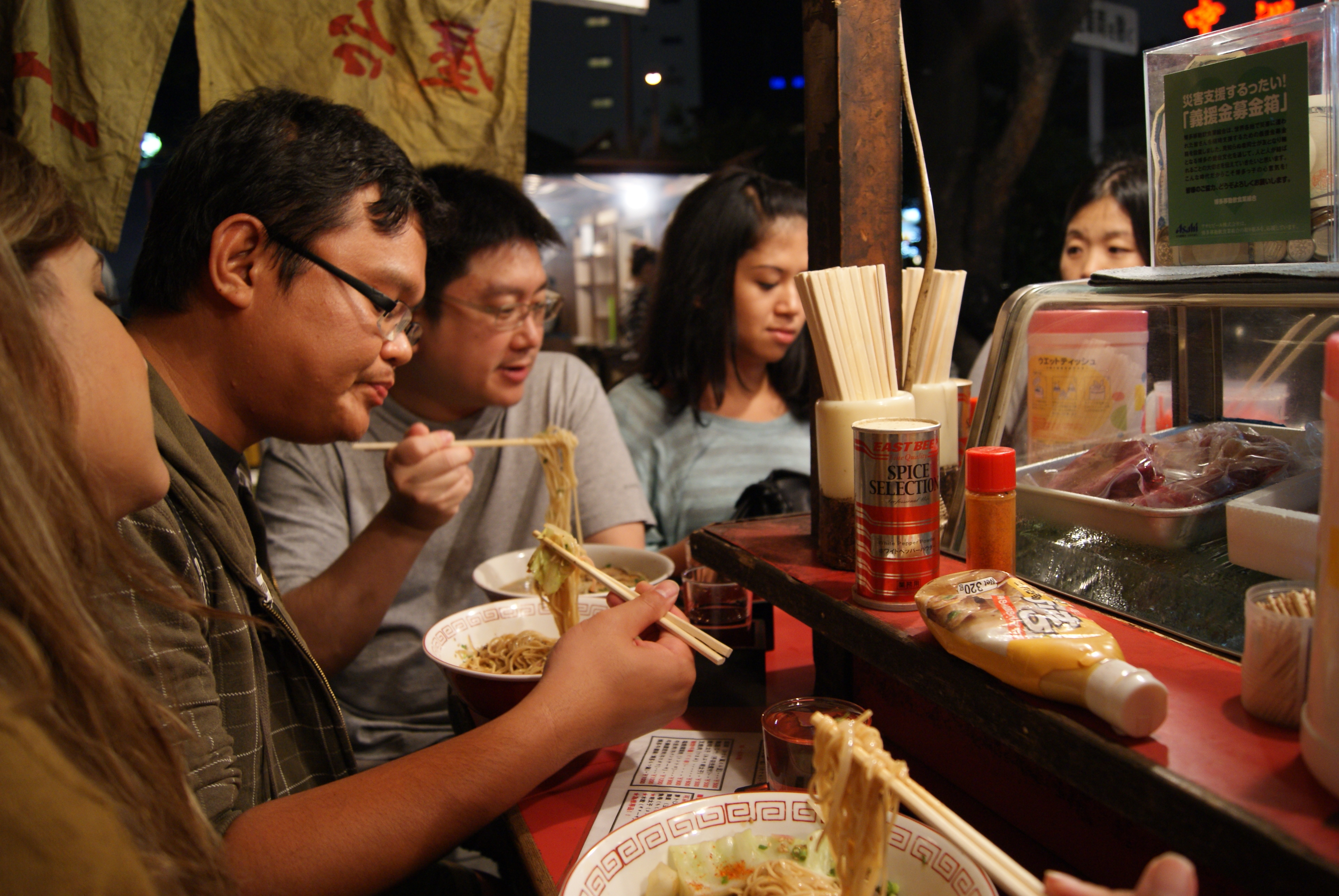
Yatai die ramen verkoopt in Fukuoka.

Yatai (Japans: 屋台 of やたい ; [ˈjɑ.tɑi]) is een type eetkraam in Japan, meestal opgebouwd aan de openbare weg. De uitbater tevens vaak de eigenaar van de yatai, bereidt en verkoopt onder andere: ramen, okonomiyaki, yakitori, oden, etc. aan forensen en salarymen. Deze kraampjes worden door de uitbater, zes dagen per week, aan het begin van de avond opgebouwd en na middernacht weer schoongemaakt, afgebroken en naar de nachtstalling gebracht, wanneer uitgaansgelegenheden en izakaya hun deuren sluiten. Verreweg de meeste kraampjes zijn erg eenvoudig qua opzet, terwijl dat sommige eigenaren juist willen opvallen met een complexe constructie

## Naam
Het woord yatai is de romaji-transliteratie van de kanji 屋台. Het is een samenstelling van het zelfstandige naamwoord 屋 [ya] "huis" in de kun-lezing en het zelfstandige naamwoord 台 [tai] "kraam" in de on-lezing. Yatai betekent letterlijk: "huiskraam".

## Ontstaan
Yatai zijn ontstaan in de Meijiperiode (1868-1912) als eetkarretjes op twee wielen. Door de aanwas van klanten claimden diverse eigenaren een vaste plek en wilde tevens een zitgelegenheid aan hun klanten aanbieden. De eetkarretjes zijn hierdoor mettertijd omgevormd tot volledig functionerende restaurantjes. De kraampjes zijn vooral populair geworden ten tijde van de wederopbouw na de Tweede Wereldoorlog. Verreweg de meeste yatai komen voor in Fukuoka, de hoofdstad van de gelijknamige prefectuur, op het zuidelijke eiland Kyushu. Maar ooit kwamen ze overal in Japan voor. De yatai zijn snel verdwenen rond de Olympische Zomerspelen in 1964 omdat de autoriteiten strengere regelgeving hadden ingevoerd met betrekking tot voedselveiligheid. Ruim 400 yatai werden dagelijks opgebouwd in 1960. Dat aantal is gereduceerd tot enkele tientallen vanwege almaar strenger wordende regelgeving.

## Yatai-uitbater
De uitbater van een yatai is meestal ook de eigenaar. Deze bouwt gemiddeld zes dagen per week de yatai op rond zes uur 's avonds. Het opbouwen kan gemakkelijk meer dan een uur in beslag nemen. 's Nachts wanneer de lokale horeca sluit, meestal tussen 01:00 en 02:00 is het ook tijd voor de yatai-uitbater om de yatai weer schoon te maken, af te breken, en om deze vervolgens naar een stalplaats te brengen voor de nacht en de dag. Het opruimen en afbreken neemt vaak net wat meer tijd in dan het opbouwen maar wordt altijd nauwkeurig uitgevoerd. Overdag, nog voordat de uitbater de yatai moet gaan opbouwen, dient deze voorbereidingen te treffen, zoals: het mise-en-place zetten van de ingrediënten en het bereiden van de sakana.